# La Femme à abattre
Pour les articles homonymes, voir The Enforcer.
Ne doit pas être confondu avec Une femme à abattre.
Pour plus de détails, voir Fiche technique et Distribution.
La Femme à abattre (The Enforcer) est un film américain réalisé par Bretaigne Windust et Raoul Walsh (non crédité), sorti en 1951.

## Synopsis
Un procureur, après de longues recherches infructueuses, parvient à trouver la piste du chef d'une organisation criminelle…

## Fiche technique
- Titre : La Femme à abattre
- Titre original : The Enforcer
- Réalisation : Bretaigne Windust et Raoul Walsh (non crédité)
- Scénario : Martin Rackin
- Production : Milton Sperling
- Société de production : Warner Bros. Pictures
- Musique : David Buttolph
- Photographie : Robert Burks
- Montage : Fred Allen
- Pays d'origine : États-Unis
- Format :  - 1,37:1 - Mono N/B
- Genre : Drame
- Durée : 87 minutes
- Date de sortie : 7 septembre 1951
- Le scénario du film a été novélisé sous le même titre par James Eastwood (collection Oscar, no 5) en 1952, réédité dans la Série noire (no 378) en 1957.
- Affiche : René Péron (France)

## Distribution
- Humphrey Bogart (VF : Claude Péran) : Martin Ferguson
- Zero Mostel (VF : Antoine Balpêtré) : "Big Babe" Lazich
- Ted de Corsia (VF : Jean Clarieux) : Joseph Rico
- Everett Sloane (VF : [Qui ?]) : Albert Mendoza
- Roy Roberts (VF : Pierre Morin) : Capitaine Frank Nelson
- Jack Lambert (VF : Robert Dalban) : Philadelphia Tom Zaka
- Michael Tolan : James 'Duke' Malloy
- King Donovan : Sergent Whitlow
- Bob Steele : Herman
- Adelaide Klein (VF : Lita Recio) : Olga Kirshen
- Don Beddoe : Thomas O'Hara
- Tito Vuolo : Tony Vetto
- John Kellogg : Vince
- Mario Siletti (non crédité) : Louis, le barbier de Vetto

## Autour du film
- Le film a inspiré le titre anglais du troisième film de la série de l'Inspecteur Harry.
- Il marque la dernière collaboration entre Humphrey Bogart et la Warner Bros., le studio qui l'a rendu célèbre.
- Il est notamment réputé pour son montage en multiples flashbacks imbriqués.

### Revue de presse
- Georges Recassens, « La Femme à abattre », Téléciné no 126, Paris, Fédération des Loisirs et Culture Cinématographique (FLECC), décembre 1965, p. 11-20  (ISSN 0049-3287).